# Оксид свинцю(II)
Оксид свинцю(II), монооксид свинцю (вохра свинцева) - неорганічна сполука з молекулярною формулою PbO. PbO зустрічається у двох поліморфних формах: глет з тетрагональною кристалічною структурою та масикот з орторомбічною кристалічною структурою. Це амфотерний оксид.

## Типи
Оксид свинцю існує двох типів:
- Червоний тетрагональний (α-PbO), отриманий при температурах нижче 486 °C
- Жовтий орторомбічний (β-PbO), отриманий при температурі вище 486 °C

За нормальних умов жовта модифікація на світлі повільно перетворюється на червону. При неяскравому освітлені масикот метастабілен. Шляхом контрольованого нагрівання та охолодження оксид свинцю можна перевести з масикоту в глот і назад. Ця реакція багаторазово оборотна.

## Структура
За допомогою рентгеноструктурного аналізу встановлено, що обидва типи оксиду свинцю тетрагональний та орторомбічний, мають пірамідальний чотирикоординатний свинцевий центр. У тетрагональній формі чотири зв’язки свинець–кисень мають однакову довжину, але в ромбічній формі два коротші та два довші зв'язки. Пірамідальна природа вказує на наявність стереохімічно активної неподіленої пари електронів. Коли PbO має в структурі тетрагональні гратки вона носить назву глет, якщо PbO має орторомбічну гратчасту структуру, вона називається масикот. PbO може переходити з масикоту на глен або навпаки шляхом контрольованого нагрівання та охолодження. Тетрагональна форма зазвичай має червоний або помаранчевий колір, а орторомбічна жовтий або помаранчевий, але колір не є дуже надійним показником структури. Тетрагональна та ромбічна форми PbO зустрічаються в природі як рідкісні мінерали.
|                                      |
| Pb координати квадратно-пірамідальні |

|                                      |
| O координати викривлені-тетраедрично |

|                     |
| Елементарна комірка |

|                            |
| 3×3×3 елементарних комірок |

|              |
| Вздовж осі a |

|              |
| Вздовж осі c |

## Отримання
- PbO можна отримати шляхом нагрівання металевого свинцю на повітрі приблизно до 600 °C.

{\displaystyle {\mathsf {2Pb+O_{2}\ {\xrightarrow {600^{o}C}}\ 2PbO}}}
Ця реакція є основою купеляції, побічним продуктом якої є оксид свинцю(II).
При цій температурі він також є кінцевим продуктом розкладання інших оксидів свинцю на повітрі:
{\displaystyle {\ce {PbO2->[{293 °C}] Pb12O19 ->[{351 °C}] Pb12O17 ->[{375 °C}] Pb3O4 ->[{605 °C}] PbO}}}
- Нагрівання гідроксиду свинцю:

{\displaystyle {\mathsf {Pb(OH)_{2}\ {\xrightarrow {100-145^{o}C}}\ PbO+H_{2}O}}}
- Нагрівання карбонату свинцю:

{\displaystyle {\mathsf {PbCO_{3}\ {\xrightarrow {315^{o}C}}\ PbO+CO_{2}}}}
- Розкладання нитрату свинцю:

{\displaystyle {\mathsf {2Pb(NO_{3})_{2}\ {\xrightarrow {200-470^{o}C}}\ 2PbO+4NO_{2}+O_{2}}}}
- Розкладання діоксиду свинцю:

{\displaystyle {\mathsf {2PbO_{2}\ {\xrightarrow {600^{o}C}}\ 2PbO+O_{2}}}}
- Окислення сульфиду свинцю:

{\displaystyle {\mathsf {2PbS+3O_{2}\ {\xrightarrow {1200^{o}C}}\ 2PbO+2SO_{2}}}}
- Самопоширювальна (в режимі горіння) обмінна взаємодія між деякими солями свинцю та пероксидами лужних металів, наприклад, з сульфатом свинцю[6]

{\displaystyle {\mathsf {2PbSO_{4}+2Na_{2}O_{2}\ \xrightarrow {260^{o}C} \ 2PbO+2Na_{2}SO_{4}+O_{2}}}}

## Фізичні властивості
Оксид свинцю(II) утворює кристали двох модифікацій:
- α-модифікація, свинцевий глет, стійкий до температури 489°С, червоні кристали тетрагональної сингонії, просторова група P 4/nmm, a = 0,396 нм, c = 0,500 нм, Z = 4.
- β-модифікація, масикот, стійкий при температурі вище 489°С, при кімнатній температурі метастабілен, жовті кристали ромбічної сингонії, просторова група P bcm, параметри комірки a = 0,5492 нм, b = 0,4497 нм, c = 0,5891 нм, Z = 4.

Діамагнітен, має напівпровідникові властивості, тип провідності залежить від складу.

## Хімічні властивості
- Виявляє амфотерні властивості, реагує з кислотами:

{\displaystyle {\mathsf {PbO+2HCl\ {\xrightarrow {}}\ PbCl_{2}+H_{2}O}}}
та лугами:
{\displaystyle {\mathsf {PbO+2NaOH\ {\xrightarrow {400^{o}C}}\ Na_{2}PbO_{2}+H_{2}O}}}
- У вологому стані поглинає вуглекислоту з утворенням основної солі:

{\displaystyle {\mathsf {2PbO+CO_{2}+H_{2}O\ {\xrightarrow {}}\ Pb_{2}(OH)_{2}CO_{3}}}}
- Окислюється киснем до свинцевого сурика:

{\displaystyle {\mathsf {6PbO+O_{2}\ {\xrightarrow {445-480^{o}C}}\ 2Pb_{3}O_{4}}}}
- Бромом у водній суспензії окислюється до діоксиду свинцю:

{\displaystyle {\mathsf {PbO+Br_{2}+H_{2}O\ {\xrightarrow {}}\ PbO_{2}+2HBr}}}
- Відновлюється до металевого свинцю воднем, оксидом вуглецю, алюмінієм (з вибухом):

{\displaystyle {\mathsf {PbO+H_{2}\ {\xrightarrow {200-350^{o}C}}\ Pb+H_{2}O}}}
{\displaystyle {\mathsf {PbO+CO\ {\xrightarrow {300-400^{o}C}}\ Pb+CO_{2}}}}
{\displaystyle {\mathsf {3PbO+2Al\ {\xrightarrow {T}}\ 3Pb+Al_{2}O_{3}}}}